# 125
Năm 125 là một năm trong lịch Julius. 